# 鳥嘴蓮
鳥嘴蓮（学名：Goodyera velutina），又名绒叶斑叶兰，为蘭科斑葉蘭屬下的一种多年生草本植物，高8-16厘米，分布于朝鲜、日本和中国。

## 扩展阅读
- 維基物種上的相關：鳥嘴蓮